# ألفرد بيك
ألفرد بيك (بالألمانية: Alfred Beck)‏ مواليد (12 أبريل 1925 - 1 سبتمبر 1994)، هو لاعب ومدرب كرة قدم ألماني سابق كان يلعب كمهاجم.

## المسيرة الاحترافية
- نادي سانت باولي
- نادي زيورخ
- نادي ثون

## روابط خارجية
- ألفرد بيك على موقع قاعدة بيانات كرة القدم.إي يو (الإنجليزية)
- ألفرد بيك على موقع بيانات كرة القدم. دي إي (الألمانية)
- ألفرد بيك على موقع ناشيونال فوتبول تيمز (الإنجليزية)
- ألفرد بيك على موقع عالم كرة القدم.نت (الإنجليزية)